# Paulinho de Almeida
Paulo de Almeida Ribeiro, também conhecido como Paulinho de Almeida, (Porto Alegre, 15 de abril de 1932 — São Paulo, 11 de junho de 2007), foi um jogador e treinador de futebol brasileiro.

## Biografia
Paulinho era um lateral-direito técnico, com ótimo domínio de bola e forte na marcação. Começou no time amador do Partenon, nome de um bairro de Porto Alegre. Em 14 anos de carreira profissional, jogou em apenas dois clubes: o Internacional de Porto Alegre e o Vasco do Rio de Janeiro.
No Internacional, Paulinho ganhou o apelido de "Capitão Piranha", referência à sua liderança sobre os colegas de clube e também ao seus dentes saltados (ou porque comia muito rápido, segundo outras fontes). Em 1954 foi negociado com o Vasco por 800 mil cruzeiros, numa das maiores transações esportivas ocorridas no país, na época.
A partir do Vasco, chegou à Seleção Brasileira, pela qual disputou 9 partidas. Na Copa do Mundo de 1954, foi reserva de Djalma Santos. Deixou de ser convocado para a Copa de 1958 porque, no início daquele ano, quebrou uma perna num jogo contra o Flamengo pelo Torneio Rio-São Paulo.
Ao aposentar-se como jogador, em 1964, tornou-se treinador das categorias de base do Vasco, iniciando assim a carreira de técnico. Ficou famoso pela frase "jogador de futebol, conheço no arriar da mala". Em 1975, foi um dos fundadores da ABTF, Associação Brasileira de Treinadores de Futebol. Só no Campeonato Brasileiro, dirigiu 13 clubes diferentes em 15 temporadas.
Em três enquetes realizadas pela revista Placar, nos anos de 1982, 1994 e 2006, Paulinho foi considerado sempre o melhor lateral-direito da história do Internacional.
Faleceu após sofrer por alguns anos do Mal de Alzheimer.

## Carreira como jogador

### Clubes
- Internacional: 1950-1954
- Vasco da Gama: 1954-1964

### Títulos
Internacional
- Campeonato Gaúcho: 1951, 1952, 1953
- Campeonato Metropolitano de Porto Alegre: 1950, 1951, 1952 e 1953
- Torneio Quadrangular Régis Pacheco: 1953

Vasco da Gama
- Campeonato Carioca: 1956 e 1958.
- Torneio Internacional de Santiago: 1957
- Torneio Início do Rio de Janeiro: 1958
- Torneio Rio-São Paulo: 1958.[3]
- Torneio Quadrangular de Lima: 1957
- Taça Cidade do Rio de Janeiro: 1959
- Torneio Pentagonal do México: 1963

Seleção Brasileira
- Taça Bernardo O'Higgins: 1955.
- Copa Osvaldo Cruz: 1955.
- Copa Roca: 1957.